# Heiligenbauer
Heiligenbauer ist ein Gemeindeteil der Gemeinde Lautrach im Landkreis Unterallgäu (Schwaben, Bayern). Heiligenbauer ist eine Einöde und hatte 1987 drei Einwohner.

## Baudenkmal
In die amtliche Denkmalliste ist das 1796 erbaute Bauernhaus, ein zweigeschossiger Mittertennbau mit Satteldach, eingetragen.

## Geographie
Das landwirtschaftliche Anwesen befindet sich zwischen Lautrach und Legau, westlich von Maria Steinbach.